# Бокаев, Санжар Омарович
Бокаев Санжар Омарович (род. 2 марта 1982 года, Алма-Ата) — казахстанский политик, политолог, общественный деятель, доктор политологии PhD. Лидер политической партии «Namys», лауреат премии за развитие гражданского общества.

## Биография
Санжар Омарович Бокаев родился 2 марта 1982 года в Алма-Ате. После окончания средней школы поступил в Казахский национальный университет имени аль-Фараби на исторический факультет, который окончил в 2003 году.
В 2005 году окончил магистратуру факультета политологии КазНУ им. Аль-Фараби по специальности «политические институты и процессы».
С 2006 года по 2009 год — докторантура (PhD) факультета политологии КазНУ им. Аль-Фараби. Проходил научные стажировки в МГУ им. М. В. Ломоносова, Российской Академии Государственной Службы при Президенте Российской Федерации, Колумбийском университете (США).
С 2009 года по 2010 год работал старшим преподавателем кафедры политологии КазНУ им. аль-Фараби в Алматы.
С 2010 года по 2011 год работал старшим научным сотрудником отдела социально-политических исследований Казахстанского института стратегических исследований при Президенте Республики Казахстан.
С 2012 по 2014 год руководил Управлением по вопросам молодежной политики акимата Алматы, затем в течение года возглавлял Управление внутренней политики.
С 2015 года по 2018 год работал советником председателя правления АО «КазТрансГаз». был заместителем председателя Алматинского городского филиала партии «Нур Отан».
С 2018 года — лидер движения «Нетутильсбору», председатель политической партии «Namys», занимался предпринимательской деятельностью.

## Общественная и политическая деятельность
В 2006 году Санжар Бокаев возглавил протесты владельцев праворульных машин. Правительство РК своим постановлением от 28 декабря 2006 года запретило ввоз в страну автомобилей с правым рулем управления. Вслед за этим постановлением по всей стране прокатилась волна акций протеста. Почти 200 тысяч владельцев японских авто, а вместе с ними и бизнесмены, занимающиеся ввозом праворульных «Тойот», «Ниссанов» и «Хонд», посчитали, что их права ущемлены. Результатом протестного движения стала отмена ограничительных мер по отношению к праворульным автомобилям.
С 2018 года Санжар Бокаев является лидером общественного движения «Нетутильсбору». Обязательный утилизационный сбор на транспортные средства взимается в Казахстане с 2016 года. Его должны платить локальные автопроизводители, а также официальные импортеры и все, кто желает привезти автомобиль в Казахстан. Утилизационный сбор на автомобили и сельскохозяйственную технику в Республике Казахстан стал предметом противостояния правительства РК и общественного движения, призывающего население к митингам, чтобы ставки утильсбора были снижены и все деньги шли в бюджет, а не в частную компанию. Противостояние с властью закончилось тем, что движению «Нетутильсбору» удалось добиться снижения ставок утильсбора на 50% на все виды автотранспорта и сельскохозяйственной техники.
В феврале 2022 года объявил о создании политической партии «Namys», партии нового типа — цифровой. Её основной движущей силой является современная и продвинутая казахстанская молодежь.
В 2023 году принимал активное участие в выборах в мажилис.

## Награды
- Премия за развитие гражданского общества (2023)[1]